# Tiro nos Jogos Olímpicos de Verão de 2012 - Pistola livre 50 m masculino
A prova da pistola livre 50 metros masculino do tiro nos Jogos Olímpicos de Verão de 2012 foi disputada em 5 de agosto no Royal Artillery Barracks, em Londres.
38 atletas de 27 nações participam do evento. A competição consistiu de duas rodadas (uma de qualificação, e uma final). Na qualificação, cada atirador efetuou 60 disparos usando uma pistola a uma distância fixa de 50 metros do alvo. Cada tiro vale de 1 a 10 pontos.
Os 8 melhores atiradores desta fase avançam à final. Nesta fase, os atiradores efetuam mais 10 disparos, que valem de 0.1 a 10.9. A pontuação total de todos os 70 disparos determinam a pontuação final.
O medalhista de ouro foi Jin Jong-oh, da Coreia do Sul, a medalha de prata foi para outro sul-coreano, Choi Young-rae, e o bronze foi para Wang Zhiwei, da China.

## Medalhistas
| Ouro   | KOR Jin Jong-oh    |
| Prata  | KOR Choi Young-rae |
| Bronze | CHN Wang Zhiwei    |

## Resultados

### Qualificação
| Pos. | Atleta                    | 1  | 2  | 3  | 4  | 5  | 6  | Total | Notas |
| ---- | ------------------------- | -- | -- | -- | -- | -- | -- | ----- | ----- |
| 1    | KOR Choi Young-rae        | 98 | 94 | 93 | 92 | 95 | 97 | 569   | Q     |
| 2    | CHN Wang Zhiwei           | 95 | 95 | 95 | 98 | 93 | 90 | 566   | Q     |
| 3    | SRB Andrija Zlatić        | 92 | 97 | 95 | 91 | 96 | 93 | 564   | Q     |
| 4    | VIE Hoàng Xuân Vinh       | 94 | 95 | 96 | 92 | 92 | 94 | 563   | Q     |
| 5    | KOR Jin Jong-oh           | 97 | 95 | 94 | 91 | 92 | 93 | 562   | Q     |
| 6    | GER Christian Reitz       | 94 | 94 | 94 | 95 | 92 | 91 | 560   | Q     |
| 7    | RUS Leonid Yekimov        | 94 | 93 | 94 | 95 | 95 | 89 | 560   | Q     |
| 8    | ITA Giuseppe Giordano     | 93 | 96 | 93 | 92 | 93 | 92 | 559   | Q     |
| 9    | POR João Costa            | 93 | 95 | 97 | 92 | 91 | 91 | 559   |       |
| 10   | RUS Vladimir Isakov       | 92 | 98 | 95 | 91 | 92 | 91 | 559   |       |
| 11   | JPN Tomoyuki Matsuda      | 94 | 90 | 96 | 92 | 93 | 94 | 559   |       |
| 12   | TUR İsmail Keleş          | 94 | 92 | 94 | 94 | 94 | 91 | 559   |       |
| 13   | TUR Yusuf Dikeç           | 95 | 94 | 94 | 92 | 92 | 92 | 559   |       |
| 14   | THA Jakkrit Panichpatikum | 96 | 90 | 90 | 93 | 96 | 94 | 558   |       |
| 15   | USA Nickolaus Mowrer      | 93 | 93 | 90 | 93 | 94 | 95 | 558   |       |
| 16   | SRB Damir Mikec           | 92 | 90 | 94 | 95 | 94 | 93 | 558   |       |
| 17   | GER Florian Schmidt       | 95 | 94 | 91 | 94 | 95 | 88 | 557   |       |
| 18   | ARM Norayr Bakhtamyan     | 95 | 96 | 87 | 91 | 94 | 94 | 557   |       |
| 19   | AUS Daniel Repacholi      | 94 | 95 | 90 | 93 | 90 | 95 | 557   |       |
| 20   | SVK Pavol Kopp            | 92 | 92 | 96 | 92 | 90 | 94 | 556   |       |
| 21   | FRA Walter Lapeyre        | 91 | 93 | 90 | 93 | 92 | 95 | 554   |       |
| 22   | ESP Pablo Carrera         | 91 | 94 | 92 | 91 | 94 | 92 | 554   |       |
| 23   | SVK Juraj Tužinský        | 91 | 97 | 90 | 90 | 96 | 90 | 554   |       |
| 24   | ITA Francesco Bruno       | 90 | 92 | 93 | 92 | 96 | 90 | 553   |       |
| 25   | CHN Zhang Tian            | 92 | 87 | 93 | 92 | 95 | 94 | 553   |       |
| 26   | FIN Kai Jahnsson          | 91 | 91 | 93 | 90 | 92 | 95 | 552   |       |
| 27   | IRI Ebrahim Barkhordari   | 95 | 89 | 91 | 94 | 91 | 92 | 552   |       |
| 28   | USA Daryl Szarenski       | 92 | 95 | 91 | 89 | 88 | 95 | 550   |       |
| 29   | UKR Oleh Omelchuk         | 92 | 89 | 91 | 91 | 94 | 91 | 548   |       |
| 30   | BLR Kanstantsin Lukashyk  | 94 | 93 | 90 | 91 | 92 | 87 | 547   |       |
| 31   | BLR Andrei Kazak          | 93 | 88 | 93 | 91 | 92 | 90 | 547   |       |
| 32   | ISL Ásgeir Sigurgeirsson  | 89 | 92 | 92 | 92 | 93 | 86 | 544   |       |
| 33   | FRA Franck Dumoulin       | 89 | 88 | 92 | 89 | 92 | 91 | 541   |       |
| 34   | KAZ Vyacheslav Podlesnyy  | 89 | 91 | 88 | 89 | 89 | 94 | 540   |       |
| 35   | TRI Roger Daniel          | 89 | 93 | 91 | 90 | 87 | 89 | 539   |       |
| 36   | GUA Sergio Sánchez        | 91 | 90 | 88 | 89 | 89 | 86 | 533   |       |
| 37   | ALB Arben Kucana          | 89 | 84 | 89 | 89 | 90 | 83 | 524   |       |
| 38   | MNE Nikola Šaranović      | 83 | 84 | 90 | 88 | 91 | 88 | 524   |       |

### Final
| Pos.              | Atleta                | Qual. | 1    | 2    | 3    | 4   | 5    | 6    | 7    | 8    | 9    | 10   | Final | Total |
| ----------------- | --------------------- | ----- | ---- | ---- | ---- | --- | ---- | ---- | ---- | ---- | ---- | ---- | ----- | ----- |
| Medalha de ouro   | KOR Jin Jong-oh       | 562   | 10.2 | 9.5  | 9.8  | 9.8 | 10.6 | 10.6 | 9.5  | 10.3 | 9.5  | 10.2 | 100.0 | 662.0 |
| Medalha de prata  | KOR Choi Young-rae    | 569   | 8.8  | 9.8  | 10.5 | 9.8 | 7.4  | 10.5 | 9.2  | 9.0  | 9.4  | 8.1  | 92.5  | 661.5 |
| Medalha de bronze | CHN Wang Zhiwei       | 566   | 10.3 | 9.0  | 8.7  | 7.2 | 9.7  | 8.4  | 10.1 | 8.9  | 9.7  | 10.6 | 92.6  | 658.6 |
| 4                 | VIE Hoàng Xuân Vinh   | 563   | 9.6  | 8.3  | 10.1 | 9.3 | 9.7  | 10.0 | 10.4 | 10.6 | 7.3  | 10.2 | 95.5  | 658.5 |
| 5                 | ITA Giuseppe Giordano | 559   | 9.5  | 10.2 | 10.5 | 9.6 | 8.6  | 9.1  | 10.6 | 10.3 | 9.2  | 9.4  | 97.0  | 656.0 |
| 6                 | SRB Andrija Zlatić    | 564   | 8.1  | 10.2 | 8.9  | 9.3 | 7.7  | 9.3  | 10.3 | 10.4 | 10.1 | 7.6  | 91.9  | 655.9 |
| 7                 | GER Christian Reitz   | 560   | 10.1 | 7.3  | 8.1  | 8.9 | 10.7 | 10.3 | 10.8 | 9.0  | 10.2 | 8.9  | 94.3  | 654.3 |
| 8                 | RUS Leonid Yekimov    | 560   | 9.0  | 9.1  | 10.3 | 9.7 | 9.9  | 9.6  | 8.6  | 8.8  | 10.4 | 6.6  | 92.0  | 652.0 |

Legenda
| Recorde mundial      | Recorde mundial (World record)               |                       | Recorde africano                      | Recorde africano (African) |                                           | Q | Classificado por posição (Qualified) |
| Recorde olímpico     | Recorde olímpico (Olympic record)            | Recorde da América    | Recorde da América (Americas)         | q                          | Classificado por melhor tempo (Qualified) |   |                                      |
| Melhor marca do ano  | Melhor marca do ano (World leading)          | Recorde asiático      | Recorde asiático (Asian)              | DNS                        | Não largou (Did not start)                |   |                                      |
| Recorde nacional     | Recorde nacional (National record)           | Recorde europeu       | Recorde europeu (European)            | DNF                        | Não terminou (Did not finish)             |   |                                      |
| Recorde pessoal      | Recorde pessoal do atleta (Personal best)    | Recorde da Oceania    | Recorde da Oceania (Oceania)          | DSQ / DQ                   | Desclassificado (Disqualified)            |   |                                      |
| Recorde da temporada | Recorde da temporada do atleta (Season best) | Recorde sul-americano | Recorde sul-americano (South America) | NM                         | Sem marca (No mark)                       |   |                                      |